# Hella Donna
Hella Donna ist eine deutsche Pop-Rock Gruppe aus dem sächsischen Plauen. Die Band selbst bezeichnet ihren Stil als Power Pop. Die Band besteht seit 2003.

## Geschichte

### Die frühen Jahre 2003–2005
Hella Donna wurde im Jahr 2003 von Cindy Leißner (Gesang) und Sven Hessel (Gitarre) als Coverband gegründet. Weiterhin spielten in dieser „Ur-Besetzung“ Klaus Rudolph (Bass), Niels Leicht (Schlagzeug) und Marius Leicht (Keyboard).
Ab 2004 begann die Band verstärkt an eigenen Titeln zu arbeiten. Im Jahre 2005 erschien die erste Single Hometown Radio.

### Das Schicksalsjahr 2006
2006 kam es zu musikalischen Differenzen unter den Bandmitgliedern, und die Band wurde erstmals umbesetzt. Klaus Rudolph, Niels Leicht und Marius Leicht verließen die Band. Neben den Gründungsmitgliedern Cindy Leißner und Sven Hessel vervollständigten nun Tim Lehnert (Schlagzeug), Sandra Vollrodt (Bassgitarre) und Heiko Lang (Keyboard) die Band. Im Frühjahr/Sommer 2006 begannen die Arbeiten am Debütalbum Come On. Die Bassistin Sandra Vollrodt kam im Dezember 2006 auf tragische Weise bei einem Autounfall ums Leben.

### Die Jahre 2007–2009
Nach dem schmerzhaften Verlust von Sandra Vollrodt stieg ab 2007 René Voigt (Bass) bei Hella Donna ein. In diesem Jahr wurde das Album Come on veröffentlicht. Die Musik dazu komponierte Sven Hessel, die Texte wurden von Elke Gefken, einer befreundeten Texterin, verfasst. Aus diesem Album wurden 2007 die Singles Give me Some Time, Starstalker und Come On ausgekoppelt.
Mit dem Label Monopol Records arbeiten die Musiker an eigenen Songs und an ihrer Popkarriere. Die Songs der Band kann man als Gitarrenpop mit Rock- und Punkelementen umschreiben. Für den Song Starstalker wurde 2007 ein Video gedreht.
Seit Anfang 2008 wurde an neuen Songs geschrieben. Das Album Different Faces wurde schließlich 2009 veröffentlicht. Singleauskopplungen hier waren Liberty, Only You und Good Things. Nach einer Babypause der Frontfrau Cindy Leißner Ende 2008 befanden sich bei Liveauftritten ausschließlich eigene Songs im Repertoire. Die Band trat 2009 bei der Jump Community Party und der Splash Dive WM auf und.

### Das Jahr 2010
Da Tim Lehnert Ende 2009 die Band verließ, wurde 2010 der Schlagzeuger Alexander „Alex“ Dittrich verpflichtet. In diesem Jahr wurde das Album Different Faces bei Liveauftritten vorgestellt.
Ende 2010 konzentrierte sich jeder Musiker auf eigene musikalische Projekte, was dazu führte, dass Hella Donna eine kurze Schaffenspause einlegten. Sven Hessel arbeite mit dem Gitarristen Marcel Sachsenröder an eigenen neuen Songs. Diesen Weg ging auch René Voigt im Alleingang.

### Der Neubeginn 2011

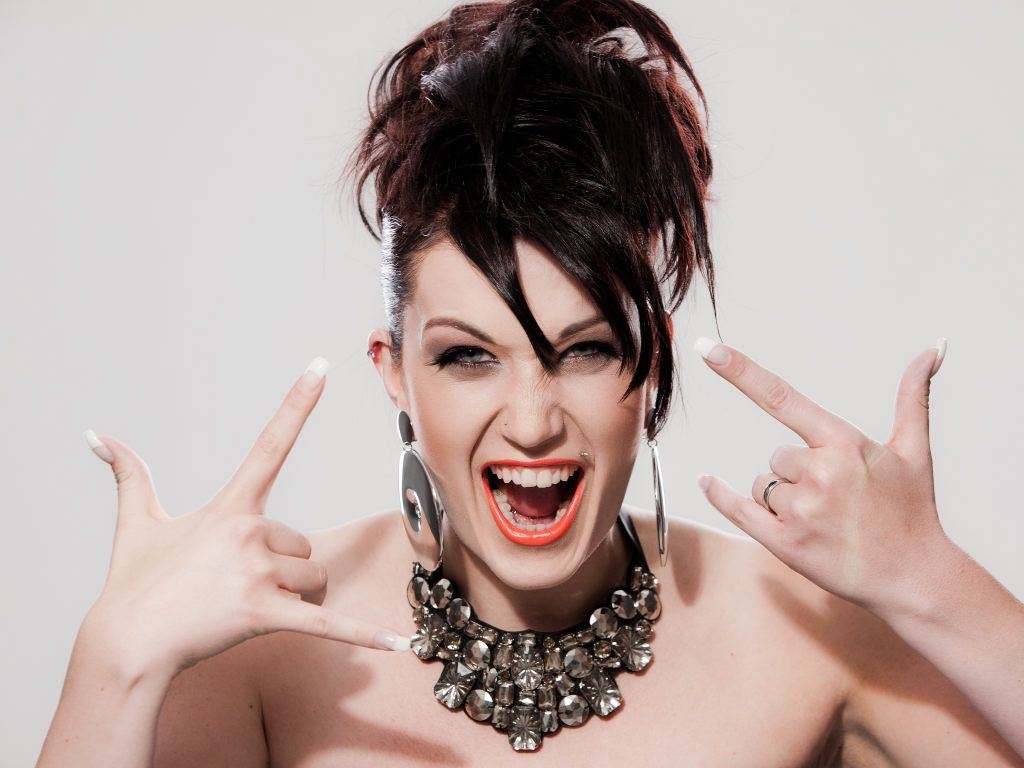
Hella Donna Cover -Groove on-

Ab Mitte 2011 wurde die Band neben Sven Hessel und René Voigt mit der Sängerin Anika Karabas, dem Schlagzeuger Christian Scherff und dem Keyboarder Lars-Henrik Lincke wieder neu formiert. 2012 erschien das Album Groove On. Anfang April 2012 wurde der Song Not the Cure für die Hollywood Music in Media Awards (HMMA) nominiert. Zu diesem Song startete die Band im Juli 2012 einen Remix Contest und drehte im September ein Video. Im Oktober 2012 wurden Hella Donna für den Deutschen Rock und Pop Preis in den Kategorien beste Popband, bester Produzent und Bestes Cover-Artwork nominiert. Gewonnen wurde in den Kategorien bester Produzent und bestes Cover-Artwork. Außerdem gewannen sie das Voting zum „Newcomer Chance Wettbewerb“.

### Das Jahr 2013

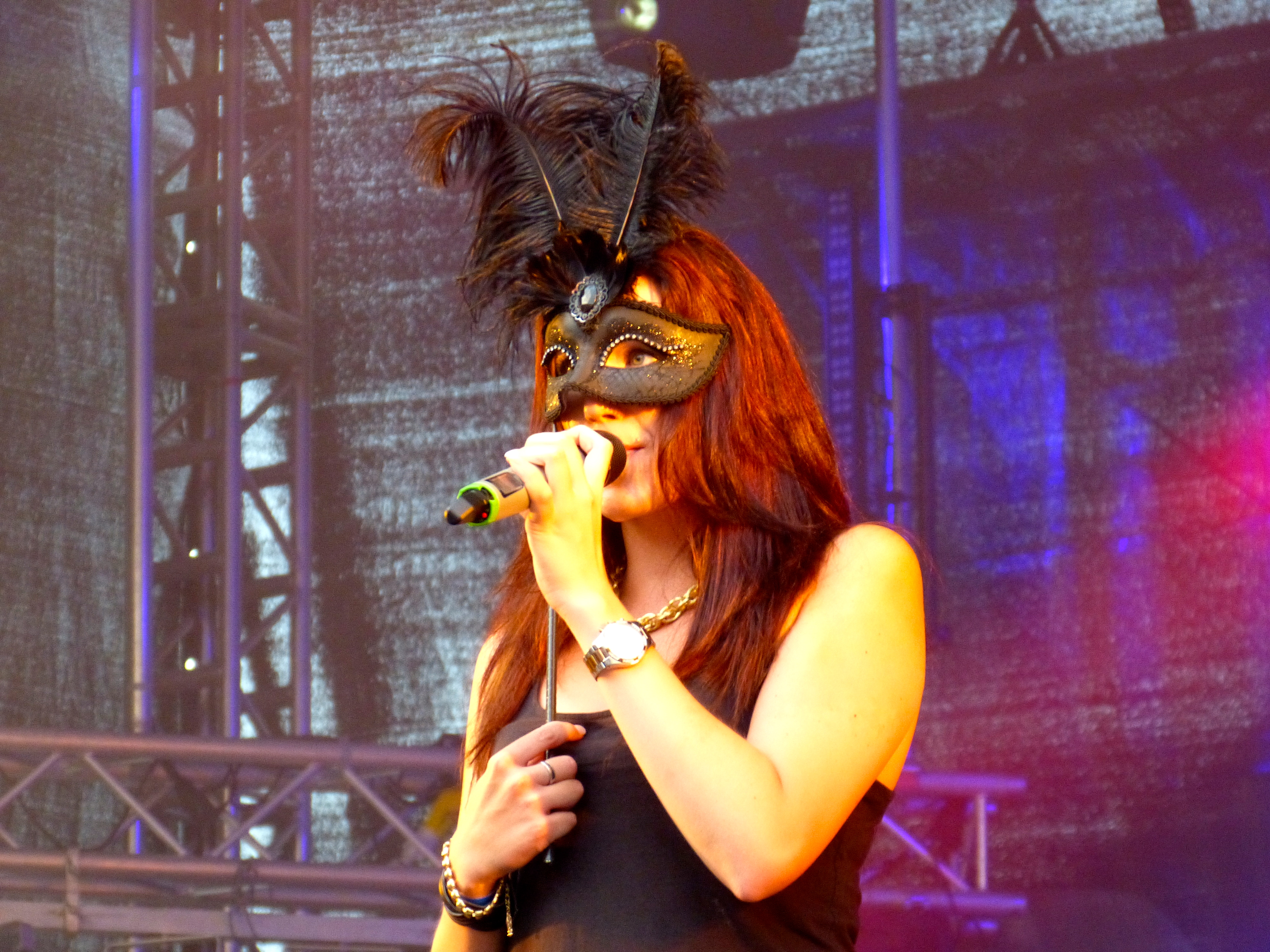
Hella Donna 2013 Anika mit Maske

Anfang Februar 2013 wurden Hella Donna erneut für die HMMA mit dem Song Block by Block in der Sparte „Best Song-Video Game“ nominiert. Die „Groove on Tour“ startete im März desselben Jahres. Hella Donna unterschrieben Ende Juni 2013 einen Plattenvertrag mit der italienischen Plattenfirma CDF und veröffentlichten die Single Not the cure in der Schweiz, in Slowenien und Italien. Ende August erschien ein Phillip-Larsen-Remix des Minecraftsongs "Block by block" mit gleichnamigen Video. Gleichzeitig wurde an der neuen Single und dem neuen Video Lights, Camera & Action mit drei Produktionsteams gearbeitet. Für einen Remix wurde der Produzent PITCHEDsenses zusammen mit dem US-Rapper NONE LIKE JOSHUA verpflichtet. Für diesen Song gab es bei den Hollywood Music in Media Awards eine Nominierung in der Kategorie Pop. Anfang Oktober wurde ein Plattenvertrag mit der Plattenfirma 7usMediaGroup unterschrieben und die Single Not the cure und das Album Groove on Edition 2014 als Remixversionen auf den Markt gebracht. Für die Nominierungen beim Deutschen Rock und Pop Preis in der Kategorie „Bester Popsong“ belegten Hella Donna den dritten Platz, in der Kategorie „Bestes Musikvideo“ den zweiten Platz und in der Kategorie „Beste Single“ den ersten Platz.

### Das Jahr 2014
Im April 2014 erfolgte die Tour durch Deutschland, Schweiz und Polen, bei der Hella Donna als Vorgruppe der britischen Led-Zeppelin-Tributeband Letz Zep spielten. Es erfolgte eine Kooperation mit der New European Westling Liga (N.E.W) für die man eine Hymne produzierte. Im Mai erschien die Single Lights, Camera & Action und im Juni das Album Unbreakable. Im Juli traten Hella Donna im Vorprogramm von Revolverheld auf und stellten hier ihren neuen Keyboarder Davor Pinter vor, nachdem Lars-Henrik Lincke die Band verlassen hatte.

## Diskografie

### Alben
- 2007: Come On
- 2009: Different Faces
- 2012: Groove On
- 2013: Groove On Edition 2014
- 2014: EP Groove On N.E.W. Edition
- 2014: Unbreakable

### DVDs
- 2010: The best of five good years

### Singles
- 2005: Hometown Radio
- 2007: Give Me Some Time / Starstalker
- 2007: Come On
- 2009: Liberty
- 2009: Only You
- 2010: Good Things
- 2012: Block by Block - the Minecraft Song
- 2012: Perfect
- 2012: Not the Cure
- 2013: Pictures in a Box
- 2013: Not the Cure Remixes
- 2014: Lights, Camera & Action